# Aulacoserica grandis
Aulacoserica grandis är en skalbaggsart som beskrevs av Moser 1918. Aulacoserica grandis ingår i släktet Aulacoserica och familjen Melolonthidae. Inga underarter finns listade.